# Bordj El Bahri
Bordj El Bahri là một đô thị thuộc tỉnh Alger, Algérie. Dân số thời điểm năm 2002 là 27.905 người.